# Bunodophoron insigne
Bunodophoron insigne är en lavart som först beskrevs av Laurer, och fick sitt nu gällande namn av Wedin. Bunodophoron insigne ingår i släktet Bunodophoron och familjen Sphaerophoraceae.   Inga underarter finns listade i Catalogue of Life.